# Mamoa de Lamas
A Mamoa de Lamas é um monumento megalítico situado na freguesia de Lamas, concelho de Braga, Portugal.
O monumento foi edificado no período Neolítico (aproximadamente 3000 a.C.), possuindo as dimensões médias de uma mamoa. Cobria um dólmen do qual restam apenas três lages conservadas "in situ", encontrando-se as restantes nos arredores da mamoa. A sua descoberta revelou ainda várias informações sobre o passado da região.

A Mamoa de Lamas está inserida no Núcleo Museológico de Lamas.

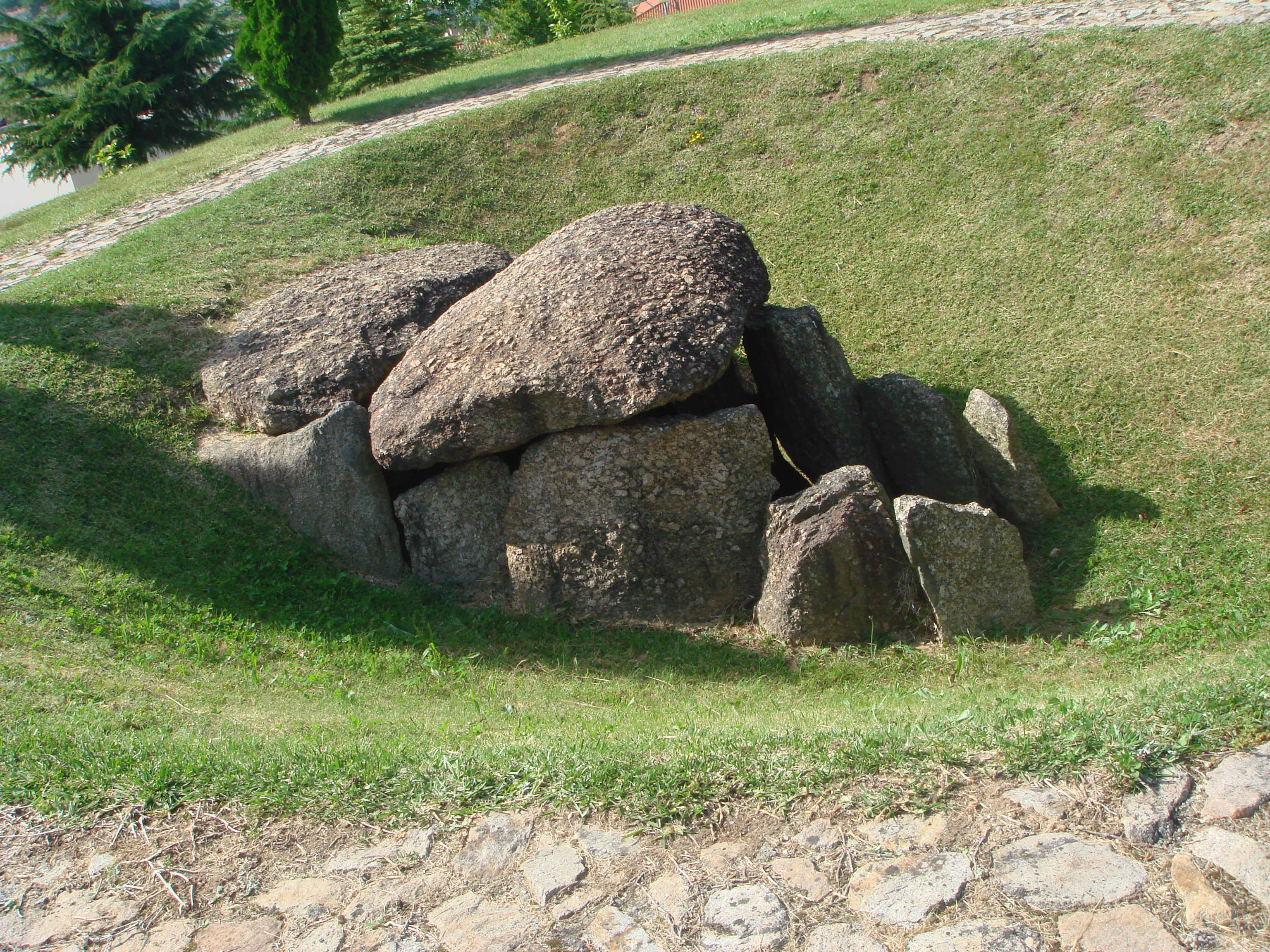

Em fevereiro de 1993, aquando do desaterro para urbanização de uma área elevada foi posta a descoberto a estrutura de um túmulo megalítico ainda protegido pelas terras da mamoa. Tais vestígios tornaram-se  evidentes por acção da máquina escavadora que procedia à terraplenagem daquela área.
Encontra-se classificada como Sítio de Interesse Municipal.